# Украинская фамилия
Украинские фамилии — родовые фамилии, которые возникли в украиноязычной среде в процессе этногенеза украинского народа и формирования украинской нации.
Украинские фамилии имеют разнообразную морфологию формирования и различные источники происхождения. Наиболее распространенными являются фамилии, образованные при помощи суффиксов -енко на Приднепровье, а также -ук, -юк, -чук, -щук (на Западном Полесье, Волыни и Подолье).

## Фамилия

### Типичные окончания и суффиксы украинских фамилий

#### -енко
- -енко: патронимический суффикс, зафиксированный в звательном падеже. Типичен для казаков, горожан и крестьян Надднепрянской Украины.

Фамилии с окончанием -енко являются наиболее распространёнными среди украинцев. Самые ранние упоминания относятся к XVI веку. В памятниках XVI века патронимы на -енко локализовались в основном на Подолье, изредка на Киевщине, Житомирщине, в Галиции. В XVII веке (по документам реестра 1649 года) они получают широкое распространение среди казаков Левобережья Днепра. В казацких реестрах, составленных после Зборовского договора 1649 года, фамилии на -енко имеют абсолютное численное превосходство над всеми остальными. В реестре Киевского полка наименования на -енко составляют 60 % от всего состава фамильных имён. Исследователь объяснил такое огромное количество названий на -енко в основном источнике украинский антропонимии XVII века тем обстоятельством, что в реестр записывались преимущественно молодые казаки, тогда как их родители получили наименование без суффикса -енко: Коваль и Коваленко, Швець и Шевченко.
Этот факт свидетельствует и о том, что фамильные формы в XVII веке ещё не имели той стабильности, которую они приобрели позже, в частности, антропонимы на -енко ещё не потеряли живой связи с общими словами, употребляемыми для обозначения сыновей по отцу. Эта связь прослеживается даже в первой половине XIX века, когда началось официальное внедрение фамилий среди широких масс населения.
По альтернативному мнению Льва Гумилёва, суффикс -енко имеет тюркское происхождение и связан с половцами.
Украинские фамилии данного типа Л. Г. Лопатинский связывал с адыгским ко — «сын»: Лысенко дословно «сын лысого», Ткаченко — «сын ткача» и т. п.
Во времена пребывания украинских земель в составе Российской империи, а также во времена вхождения Украины в СССР имела место русификация украинских фамилий, в том числе оканчивающихся на -енко. Русификация фамилий велась вследствие осознанной политики русификации, некомпетентности или низкого профессионализма работников российской/советской администрации (ЗАГСа, паспортных столов, сельсоветов), религиозных учреждений, военных структур (в частности, во время службы в армии) и репрессивно-карательных органов, которые записывали искаженные фамилии украинцев в юридические документы на русском языке (в частности, в метрические книги, свидетельства о рождении, паспорта). Так, к фамильному суффиксу -енко часто добавлялось -в (прим. Сильченко — Сильченков) или русифицировался корень, без изменения фамильного суффикса (прим. Хоменко — Фоменко). 

#### Казацкие сечевыефамилии
Авторство этих фамилий принадлежало казакам. По правилам Сечи, вновь прибывшие должны были оставить свои фамилии за внешними стенами и войти в казацкий мир с тем именем, которое бы удачнее всего их характеризовало. Принимая во внимание такую предметность казацкой жизни, не следует удивляться тому, что сегодня одни из самых цветистых имён собственных принадлежат потомкам настоящих казаков.— В. Сорокопуд «Есть на Руси такие фамилии…»

### Женские формы фамилий
Женские формы существуют для фамилий с суффиксом -ский (-ская), то есть для таких, которые морфологически идентифицируются как прилагательные, а также для фамилий с русским суффиксом -ов (-ова). Западноукраинские фамилии на -ив и -ишин имеют окончания -а.